# NGC 5322
NGC 5322 è una galassia ellittica (E3) situata nella costellazione dell'Orsa Maggiore alla distanza di 84 milioni di anni luce dalla Terra.
È una galassia di Seyfert con la presenza al centro di un buco nero supermassiccio di circa 100 milioni di masse solari.
È legata gravitazionalmente a NGC 5379 e con questa, insieme ad altre galassie, costituisce il Gruppo di NGC 5322.